# Paramphiura
Paramphiura is een geslacht van slangsterren uit de familie Amphiuridae.

## Soorten
- Paramphiura punctata (Forbes, 1841)